# Либерийская кухня

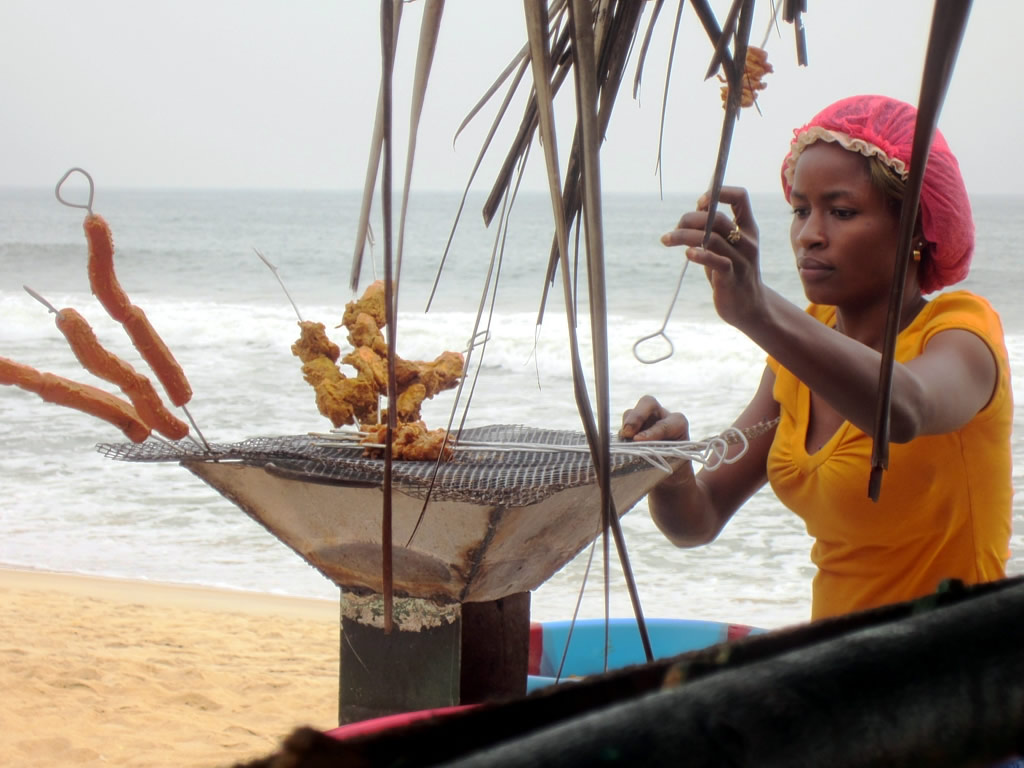
Пляжное барбекю в Монровии, Либерия

Либерийская кухня (англ. Liberian cuisine) сформировалась под влиянием кухни Соединённых Штатов, особенно блюд с юга США, переплетённых с традиционными западноафриканскими продуктами, что связано с историей этой африканской страны, основанной освобождёнными американскими рабами.
Основой диеты является потребление риса и других крахмалистых продуктов, тропических фруктов, овощей, а также местной рыбы и мяса. Либерия также имеет традицию выпечки, заимствованную из Соединённых Штатов, что является уникальным для Западной Африки.

## Крахмалистые продукты
Рис является одним из основных продуктов либерийской диеты, будь то коммерческий или деревенский («болотный рис»). Подаётся «сухим» (без соуса), с наливаемым на него рагу или супом, или в виде блюда Джолоф. Также рис измельчается в муку, чтобы сделать хлеб. Кассава перерабатывается в несколько видов крахмалистых блюд, в частности фуфу. Популярным овощем является и Eddoe, корень растения таро).

## Фрукты и овощи
Популярные либерийские продукты включают маниоку, бананы, цитрусовые, сладкие бананы или обычные, кокос, бамию и батат.
Тушёное мясо, приправленное перцем и чили употребляется вместе с фуфу. В кулинарии также используется и зелень батата, а также плоды растения Solanum Incanum («горькие шарики», «горькие яблоки», «горькие помидоры» — маленькие овощи семейства паслёновые, похожие на баклажаны).

## Рыба и мясо
Рыба является одним из ключевых источников животного белка в Либерии. В исследовании, проведённом в 1997 году, отмечается, что в странах Верхней Гвинеи (одной из которых является Либерия), рыба составляла 30-80 % белков животного происхождения в рационе.Тем не менее, исследования показали, что в этом регионе потребление рыбы фактически уменьшилось с 1970-х по 1990-е годы из-за «деградации земель и водосборов».Мелкие вяленые рыбы известны как bodies или bonnies .[самостоятельно публикуемый источник]

## Мясо диких животных
Мясо лесных животных широко употребляется в пищу в Либерии и считается деликатесом. Опрос общественного мнения 2004 года показал, что мясо диких животных занимает второе место после рыбы как предпочтительный источник белка. Из семей, где подавали мясо диких животных, 80 % жителей сказали, что они готовили его «время от времени», в то время как 13 % готовили его раз в неделю и 7 % готовили мясо диких животных ежедневно. Опрос проводился во время последней гражданской войны, и теперь считается, что потребление мяса диких животных намного выше.
На находящиеся под угрозой исчезновения виды животных охотятся для употребления в пищу. В Либерии охотятся на слонов, карликовых бегемотов, шимпанзе, леопардов, дукеров и различные виды обезьян.

## Алкоголь
Либерия производит, импортирует и потребляет некоторые стандартные сорта пива и спиртных напитков, но здесь популярно и традиционное пальмовое вино, изготовленное из ферментированного сока пальмы. Пальмовое вино можно пить как есть, использовать в качестве заменителя дрожжей в хлебе или в качестве уксуса после того, как оно испортилось.Местный ром также сделан из сахарного тростника и называется «тростниковый сок» или «гана гана».